# Vietnow
"Vietnow" is een single van de Amerikaanse band Rage Against the Machine. Het is de vierde single van het album Evil Empire en is in 1997 uitgebracht. "Vietnow" is een referentie naar de extreem populaire rechtse radiostations met Rush Limbaugh, G. Gordon Liddy en Michael Reagan (zoon van Ronald Reagan) als presentators. De tekst van het nummer gaat onder andere over de Ku Klux Klan (Crosses and kerosene), Oliver North (Check out tha new style that Ollie found) en Stacy Coon (Comin' down like bats from Stacy Coon).

## Tracks
1. "Vietnow"
2. "Clear The Lane" - B-side
3. "Intro/Black Steel In The Hour Of Chaos [Liveversie]"
4. "Zapata's Blood [Liveversie]"